# 8431-es mellékút (Magyarország)
A 8431-es számú mellékút egy kevesebb, mint 3,5 kilométer hosszú, négy számjegyű országos közút Vas vármegyében, Mesteri községet köti össze a 834-es főúttal.

## Nyomvonala
Nagysimonyi, Tokorcs és Mesteri hármashatárán ágazik ki a 834-es főútból, annak a 31+700-as kilométerszelvénye közelében, nagyjából dél felé. Tokorcs területét ennél jobban nem is érinti, egy darabig a két másik község határvonalát kíséri, majd teljesen Mesteri területére lép. Körülbelül 1,4 kilométer után éri el Intaháza településrészt, elhalad a Batthyány-Strattmann–Zathureczky–Gyömörey-kastély, illetve az ott működő addiktológiai és pszichiátriai rehabilitációs intézet egyéb létesítményei mellett, majd újból külterületek között folytatódik. Úgy is ér véget, alig száz méterrel Felsőmesteri településrész legészakibb házainak elérése előtt, beletorkollva a 8432-es útba, annak az 5+400-as kilométerszelvénye közelében.
Teljes hossza, az országos közutak térképes nyilvántartását szolgáló kira.gov.hu adatbázisa szerint 3,424 kilométer.

## Települések az út mentén
- (Nagysimonyi)
- (Tokorcs)
- Mesteri-Intaháza
- (Mesteri)